# 弗雷维尔
弗雷维尔（法語：Fréville，法語發音：[fʁevil] ⓘ）是法国滨海塞纳省的一个旧市镇，属于鲁昂区。2016年，弗雷维尔与邻近的3个市镇合并为新市镇圣马丹德利夫，弗雷维尔为新市镇行政中心。

## 地理
弗雷维尔（49°34'1"N, 0°49'51"E）面积5.8 平方千米，位于法国诺曼底大区滨海塞纳省，该省份为法国北部沿海省份，其西部及北部濒大西洋英吉利海峡，东起顺时针与索姆省、瓦兹省、厄尔省和卡爾瓦多斯省接壤。
与弗雷维尔接壤的市镇（或旧市镇、城区）包括：蒙德利夫、布拉克维尔。
弗雷维尔的时区为UTC+01:00、UTC+02:00（夏令时）。

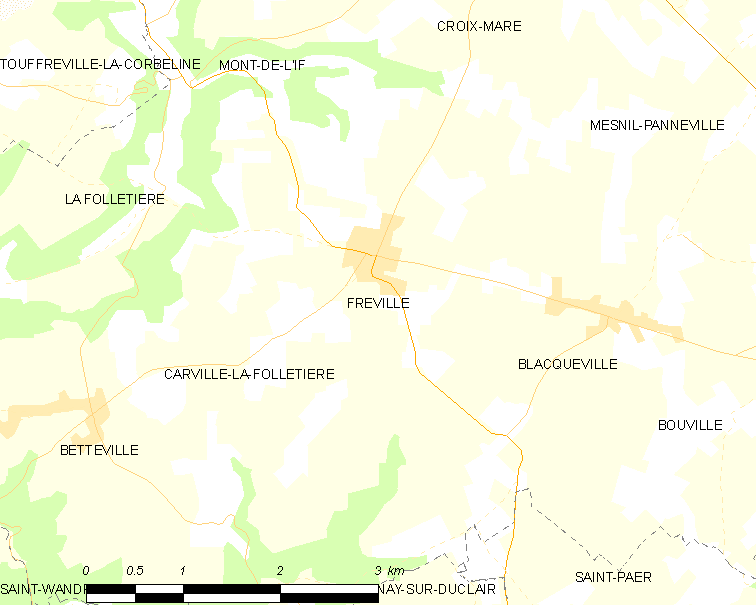
弗雷维尔的OSM定位图

## 行政
弗雷维尔的邮政编码为76190，INSEE市镇编码为76289。

## 政治
弗雷维尔所属的省级选区为邦德维尔圣母镇县。

## 人口

1962-2008年间弗雷维尔人口变化图示

弗雷维尔于2018年1月1日时的人口数量为951人。